# Capel Hendre
Capel Hendre är en by i community Llandybie, i kommunen Carmarthenshire, i Wales. Byn är belägen 20 km från Carmarthen. Byn hade 1 142 invånare år 2021.